# Animal Science Journal
Animal Science Journal is een internationaal, aan collegiale toetsing onderworpen wetenschappelijk tijdschrift op het gebied van de veeteelt.
De naam wordt in literatuurverwijzingen meestal afgekort tot Anim. Sci. J.
Het wordt uitgegeven door Wiley-Blackwell en verschijnt tweemaandelijks.